# Megalodochium palmicola
Megalodochium palmicola är en svampart som beskrevs av Deighton 1960. Megalodochium palmicola ingår i släktet Megalodochium, divisionen sporsäcksvampar och riket svampar.   Inga underarter finns listade i Catalogue of Life.